# Magsaysay (Palawan)
Magsaysay est une ville de 5e classe de la province de Palawan aux Philippines. Selon le recensement de 2015 elle compte 12 196 habitants.

## Barangays
Bataraza est divisée en 11 barangays.
- Alcoba
- Balaguen
- Canipo
- Cocoro
- Danawan
- Emilod
- Igabas
- Lacaren
- Los Angeles
- Lucbuan
- Rizal

## Démographie
| Année | Habitants | Évolution |
| ----- | --------- | --------- |
| 1970  | 9 840     | -         |
| 1975  | 9 418     | -0,88 %   |
| 1980  | 9 618     | 0,42 %    |
| 1990  | 10 028    | 0,42 %    |
| 1995  | 10 714    | 1,25 %    |
| 2000  | 10 885    | 0,34 %    |
| 2007  | 11 339    | 0,57 %    |
| 2010  | 11 965    | 1,97 %    |
| 2015  | 12 196    | 0,36 %    |